# 박인량
박인량(朴寅亮, ? ~ 1096년)은 고려의 학자·문신이다. 본관은 죽주(竹州) 또는 평산(平山). 자는 대천(代天), 호는 소화(小華), 시호는 문렬(文烈)이다.

## 생애
문종 때 문과에 급제하여 청환직을 지냈다. 1075년(문종 29) 요나라가 압록강 동쪽을 국경선으로 삼으려 하자, 진정표(陳情表)를 지어 올림으로써 압록강으로 경계를 삼을 것을 주장하였다. 요나라 황제가 그 문장의 훌륭함에 감탄하여 그들의 주장을 철회하였다.
후에 우부승선을 거쳐 예부 시랑(禮部侍郞)이 되어 1080년(문종 34)에 호부상서 유홍(柳洪)·김근(金覲) 등과 송나라에 사신으로 갔을 때에도 시문으로 크게 격찬을 받아, 김근의 글을 합친 《소화집》(小華集)을 중국인이 발간하였다.
귀국 후 한림학사 승지·동지중추원사(同知中樞院使)를 지내고, 숙종 때 우복야·참지정사로 있다가 사망했다. 시호는 문렬(文烈)이다.

## 평가 및 저서
문장이 우아하고 아름다워 중국에 보내는 많은 외교문서를 담당했고, 《고금록》(古今錄) 10권을 편찬했다. 신라 시대의 설화를 모은 《수이전》(殊異傳)의 저자로도 알려져 있다.

### 《소화집》(小華集)
박인량(朴寅亮)과 김근(金覲)이 중국에서 발간한 문집. 1080년(문종 34년) 예부 시랑 박인량이 호부 상서 유홍(柳洪), 김근 등과 송나라에 사신으로 갔을 때 시문으로 크게 격찬을 받아 중국인에 의해 이 책이 발간됨.

### 《고금록》(古今錄)
박인량이 지은 사서(史書). 10권으로 이루어졌다 하나 지금 전하지 않음.

### 《수이전》(殊異傳)
고려 문종, 선종 때 박인량이 지었다는 설화 문학집. 한국 최초의 설화집으로 책은 전하지 않고 이 책에 실렸던 이야기 몇 편이 흩어져 전함. 《해동고승전》(海東高僧傳)에 〈원광법사전〉(圓光法師傳)과 〈아도전〉(阿道傳)이, 《대동운부군옥》(大東韻府群玉)에 〈심화요탑〉(心火繞塔), 〈죽통미녀〉(竹筒美女), 〈노옹화구〉(老翁化狗), 〈호원〉(虎願), 〈수삽석남〉(首揷石枏), 〈선녀홍대〉(仙女紅袋)가, 《삼국유사》에 〈연오랑 세오녀〉(延烏郞細烏女)가, 또 《삼국사절요》(三國史節要)에 〈보개〉(寶開), 〈신라 고사〉(新羅古事)가 각각 전한다. 《수이전》의 작자에 대해서는 신라 말의 최치원, 또는 연대 미상의 김척명(金陟明)이라는 이설도 있음.